# Monika Maratová
Monika Maratová (* 1968 Praha) je česká spisovatelka.

## Životopis
Dcera hudebního skladatele a dirigenta Zdeňka Marata a textařky Judity Maratové. Narodila se v Praze v roce 1968. Po studiích pracovala v Zahraniční redakci Československého rozhlasu, v Nakladatelství a vydavatelství Panorama a ve Filmovém studiu Barrandov. Tam spolupracovala s režiséry: Zuzanou Zemanovou (Příběh 88), Otou Kovalem (Uf-oni jsou tady), Jaroslavem Soukupem (Divoká srdce), Jiřím Svobodou (Jen o rodinných záležitostech), Fero Feničem (Zvláštní bytosti), Jiřím Menzelem (Žebrácká opera), Petrem Tučkem (Kanadské pohádky - nerealizováno) a Milanem Cieslarem (Bezhlavá kobyla - nerealizováno).
Po odchodu z FSB pracovala jako produkční v Paláci kultury Praha, kde produkovala velké projekty, jako koncert skupiny Elán a Team, divadelní představení Slovenského národního divadla Evangelium o Márii, nebo balet Louskáček ve spolupráci s pražskou konzervatoří.
V současné době podniká v oblasti agenturní a mediální.

## Tvorba
V roce 2010 vydalo nakladatelství XYZ její prvotinu, thriller Smrtící odkaz, který se brzo stal bestsellerem. Hlavním hrdinou knihy byl pilot prezidenta republiky, Petr Teffler. V roce 2013 pak nakladatelství Naše vojsko vydalo druhý díl trilogie s hlavním hrdinou, pilotem Petrem Tefflerem, thriller pod názvem Volavka. Třetí díl trilogie vydalo Naše vojsko pod názvem Špinavá hra. Na pultech knihkupectví se kniha objevila na podzim roku 2016.
Monika Maratová se věnuje také publicistické činnosti. Publikovala například v časopisech Modelář a Ona Dnes, její články nalezneme i na serveru Modelweb.

## Knihy
- Thriller Smrtící odkaz,nakladatelství XYZ, 2010
- Thriller Volavka, nakladatelství Naše vojsko, 16. 10. 2013
- Thriller Špinavá hra, nakladatelství Naše vojsko, 4. 10. 2016